# Бій у Вассоу Саунд

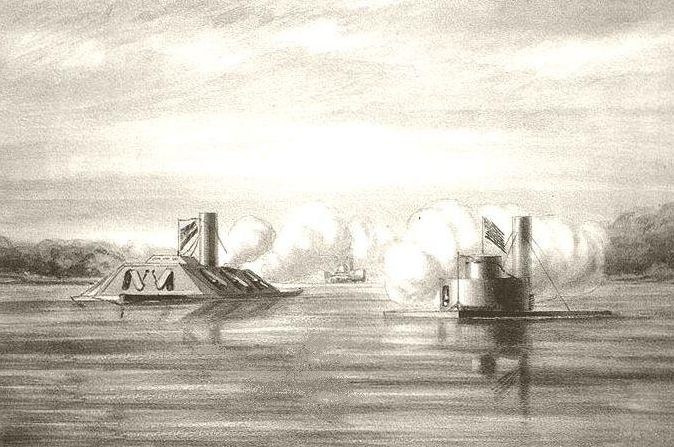
Зображення бою у Вассоу Саунд.

Бій у Вассоу Саунд (Wassaw Sound) (або захоплення CSS Atlanta) був  морським боєм між броньованим тараном конфедератів  "Атланта" і в моніторами типу "Пассаїк" USS  Weehawken та USS  Nahant, підтриманих канонерським човнлом USS Cimmerone (пізніше названий Cimmaron ), який відбувся 17 червня 1863 року в Вассоу Саунд, затоці у сучасному штаті Джорджія. "Атланта" сіла на мілину під час спроби прорвати блокаду Флоту Союзу. Оскільки монітори отримали змогу атакувати знерухомлений корабель противника з напрямку, що практично унеможливлював вогонь у відповідь, після короткого бою "Атланта" здалася, ставши першим захопленим броненосцем південців.  Капітан "Weehawken" Роджерс став національним героєм, і його підвищили у званні до комодора. Він також отримав Подяку Конгресу за свою перемогу. 